# Val-Suzon
Val-Suzon is een gemeente in het Franse departement Côte-d'Or (regio Bourgogne-Franche-Comté) en telt 180 inwoners (1999). De plaats maakt deel uit van het arrondissement Dijon.

## Geografie
De oppervlakte van Val-Suzon bedraagt 19,4 km², de bevolkingsdichtheid is 9,3 inwoners per km².
De onderstaande kaart toont de ligging van Val-Suzon met de belangrijkste infrastructuur en aangrenzende gemeenten.

## Demografie
Onderstaande figuur toont het verloop van het inwonertal (bron: INSEE-tellingen).